# اوک هیلز، شهرستان سن برناردینو، کالیفرنیا
اوک هیلز (به انگلیسی: Oak Hills) یک منطقهٔ مسکونی در ایالات متحده آمریکا است که در شهرستان سن برناردینو، کالیفرنیا واقع شده‌است. اوک هیلز ۶۳٫۱۷۱ کیلومتر مربع مساحت و ۸٬۸۷۹ نفر جمعیت دارد و ۱٬۱۵۷٫۹۵ متر بالاتر از سطح دریا واقع شده‌است.